# McCullochs Anemonenfisch
McCullochs Anemonenfisch (Amphiprion mccullochi) kommt nur an der Küste der Lord-Howe-Insel in Wassertiefen von 2 bis 45 Metern vor. Er lebt mit der Blasenanemone (Entacmaea quadricolor) in Symbiose.

## Merkmale
McCullochs Anemonenfisch wird neun bis zwölf Zentimeter lang. Die Länge beträgt das 1,8 bis 1,9fache der Körperhöhe. Er ist dunkelbraun, fast schwarz gefärbt. Auf jeder Kopfseite befindet sich hinter dem Auge ein weißer Querstreifen. Die Streifen sind bei ausgewachsenen Fischen auf der Kopfoberseite nicht miteinander verbunden. Die Schwanzflosse und die Schnauzenspitze sind weiß. Alle übrigen Flossen sind dunkelbraun.
Die Rückenflosse hat zehn Hart- und 15 bis 17 Weichstrahlen, die Afterflosse zwei Hart- und 13 bis 14 Weichstrahlen. Die Brustflossen werden von 20 bis 21 Flossenstrahlen gestützt. Auf dem ersten Kiemenbogen befinden sich 18 bis 20 Kiemenreusenfortsätze.  Die Seitenlinie wird von 36 bis 41 Schuppen begleitet.